# Louis Roth
Louis Roth   (Viena, 20 d'abril de 1843 - Baden bei Wien, 28 de setembre de 1929) fou un compositor austríac.
A l'edat de sis anys començà estudiar el piano, i el violí; després es dedicà a la teoria musical i a l'ensenyança del piano. El 1874-75, director (amb Max von Weinzierl) de les societats corals d'homes Biedersim i Orpheum de Viena; el 1876 director d'orquestra teatral i compositor a Viena. Des de 1886 compositor en el Friedr. Wilhelmstheater de Berlín.
És autor de diverses operetes:
- Hungerleider;
- Weihnachtsbaum;
- D. Quixote, en col·laboració amb Weinzierl;
- D. Marquis von Rivoli;
- D. Nachtwandler;
- D. Zwillinge, amb Richard Genée;
- D. Urwienerin;
- D. Lied d. Mirza Schafly;
- Der Polengraf;
- D. Lieutenaut z. See;
- D. Gald. Kamerad;
- D. Tugendring, etc.